# مونته‌گابیونه
مونته‌گابیونه (به ایتالیایی: Montegabbione) یک شهرک و کومونه در ایتالیا است که در استان ترانی واقع شده‌است.

## خصوصیات
مونته‌گابیونه ۵۱٫۳ کیلومترمربع مساحت و ۱٬۲۵۶ نفر جمعیت دارد و ۵۹۴ متر بالاتر از سطح دریا واقع شده‌است.